# Дикомано
Дикомано (итал. Dicomano) — коммуна в Италии, располагается в регионе Тоскана, в провинции Флоренция.
Население составляет 5504 человека (2008 г.), плотность населения составляет 90 чел./км². Занимает площадь 61 км². Почтовый индекс — 50062. Телефонный код — 055.
Покровителем коммуны почитается святой Онуфрий Великий. В коммуне 15 августа особо празднуется Успение Пресвятой Богородицы.

## Демография
Динамика населения:

## Администрация коммуны
- Официальный сайт: http://www.comune.dicomano.fi.it/